# Формула Штайнмайера

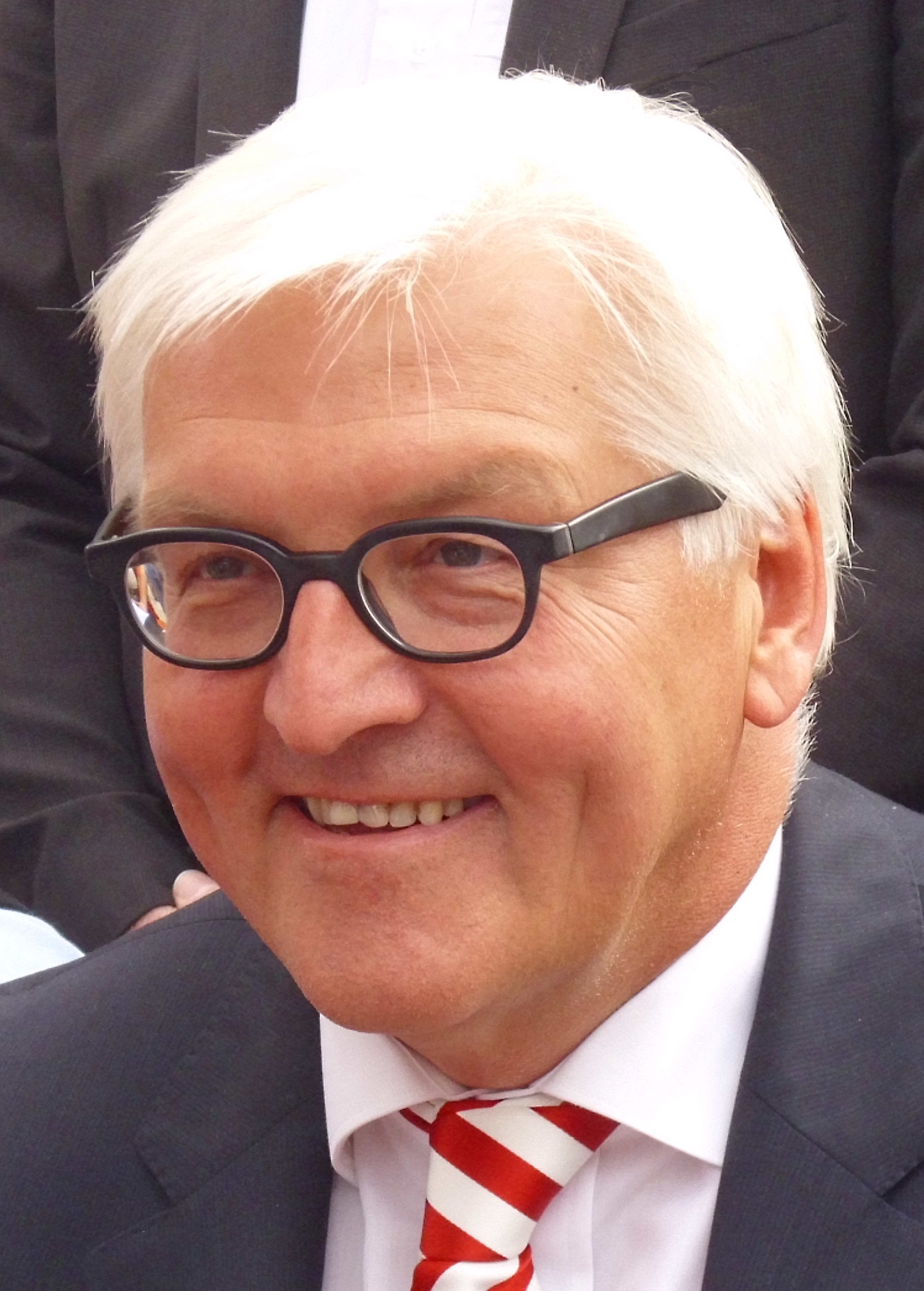
Франк-Вальтер Штайнмайер, автор предложения, лёгшего в основу «формулы»

Формула Штайнмайера — механизм поэтапной реализации ряда положений второго минского соглашения, касающихся предоставления отдельным районам Донецкой и Луганской областей Украины особого порядка местного самоуправления и проведения на этих территориях местных выборов.
Была предложена министром иностранных дел Германии Франком-Вальтером Штайнмайером в октябре 2015 года на парижском саммите «нормандской четвёрки» и подтверждена на встрече «нормандской четвёрки» в Берлине 19 октября 2016 года.
Предполагает вступление в силу на временной основе закона Украины «Об особом порядке местного самоуправления в отдельных районах Донецкой и Луганской областей» в день голосования на местных выборах, проведённых на этих территориях, и вступление в силу на постоянной основе после признания их ОБСЕ честными и свободными.
1 октября 2019 года трехсторонняя контактная группа по Донбассу на переговорах в Минске утвердила единую редакцию «формулы Штайнмайера», что вызвало массовые протесты на Украине.

## Предыстория

### Минский протокол
5 сентября 2014 года в Минске был подписан Минский протокол — «протокол по итогам консультаций Трёхсторонней контактной группы относительно совместных шагов, направленных на имплементацию Мирного плана президента Украины Петра Порошенко и инициатив президента России Владимира Путина».
Протоколом, в частности, предусматривалось:
- Проведение децентрализации власти, в том числе путём принятия закона Украины «Об особом порядке местного самоуправления в отдельных районах Донецкой и Луганской областей»;
- Проведение досрочных местных выборов в соответствии с законом Украины «Об особом порядке местного самоуправления в отдельных районах Донецкой и Луганской областей»[5].

Несмотря на подписание протокола, боевые действия на востоке Украины продолжались в период его действия. В середине января 2015 года стороны конфликта фактически перестали выполнять пункты протокола.

### Второе минское соглашение
11—12 февраля 2015 года на саммите в Минске руководителями Германии, Франции, Украины и России в формате «нормандской четвёрки» был согласован Комплекс мер по выполнению Минских соглашений, который был подписан Контактной группой по мирному урегулированию ситуации на Украине, состоящей из представителей Украины, России и ОБСЕ. Позднее Минские договорённости были одобрены специальной резолюцией Совета Безопасности ООН.
Соглашением, в частности, предусматривалось:
- Начало диалога о модальностях проведения местных выборов в соответствии с украинским законодательством и Законом Украины «О временном порядке местного самоуправления в отдельных районах Донецкой и Луганской областей», а также о будущем режиме этих районов на основании указанного закона;
- Проведение конституционной реформы на Украине и вступление в силу к концу 2015 года новой Конституции, предполагающей в качестве ключевого элемента децентрализацию (с учётом особенностей отдельных районов Донецкой и Луганской областей, согласованных с представителями этих районов), а также принятие до конца 2015 года постоянного законодательства об особом статусе отдельных районов Донецкой и Луганской областей;
- Согласование вопросов, касающихся местных выборов, с представителями отдельных районов Донецкой и Луганской областей в рамках трёхсторонней Контактной группы. Проведение выборов при мониторинге со стороны БДИПЧ ОБСЕ;
- Передача правительству Украины контроля над государственной границей, которая должна была начаться в первый день после местных выборов и завершиться после всеобъемлющего политического урегулирования (местные выборы в отдельных районах Донецкой и Луганской областей на основании Закона Украины и конституционная реформа) к концу 2015 года при условии выполнения пункта о конституционной реформе.

### Закон об особом порядке местного самоуправления
12 марта 2015 года СНБО Украины определил границы территории, которая должна была получить особый статус. СНБО отказался включить в состав ОРДЛО Дебальцево, ссылаясь на достигнутые в Минске договорённости, хотя сам город и прилегающие территории к этому времени контролировались сепаратистами. В ДНР постановление СНБО охарактеризовали как нарушение Минских соглашений. Полный перечень районов и населённых пунктов, в которых вводится особый порядок местного самоуправления, был определён постановлением Верховной рады Украины, принятым 17 марта 2015 года.
В тот же день Верховная рада Украины приняла новую версию закона «О временном порядке местного самоуправления в отдельных районах Донецкой и Луганской областей». Согласно новой редакции, все особые полномочия ДНР и ЛНР получат только после проведения местных выборов, которые украинские власти намерены провести по украинским законам и международным стандартам с участием всех политических сил Украины. Представители ДНР и ЛНР выступили против этого закона и обвинили Киев в срыве Минских соглашений, однако после консультаций на международном уровне стороны вернулись к проведению переговоров в формате Контактной группы. Действие закона истекло осенью 2017 года, и с тех пор он каждый год продлевался Верховной радой ещё на один год. По существующей версии закона особый порядок местного самоуправления вступит в силу лишь после вывода всех незаконных вооружённых формирований и военной техники.

### Процесс урегулирования в тупике
Конституционная комиссия, которая должна была подготовить проект конституционной реформы, отказалась рассматривать предложения, представленные ДНР и ЛНР ввиду их нелегитимности.
За более чем четыре года, прошедшие с даты подписания Минских соглашений, фактически ни один их пункт выполнен не был. Россия обвиняла Украину в саботировании политической части минских договорённостей (предусматривающей принятие на постоянной основе особого статуса отдельных районов Донецкой и Луганской областей, закрепление его в Конституции Украины, проведение амнистии и организацию местных выборов), настаивая на том, что только после выполнения этих и ряда других пунктов соглашения может быть восстановлен контроль правительства Украины над всей российско-украинской границей. Украина заявляла о приоритетной необходимости устойчивого прекращения огня, а также установления международного контроля над границей между непризнанными республиками и Россией как ключевого условия, способствующего возвращению этих территорий в состав украинского государства.
В связи с тем, что согласование вопросов проведения местных выборов на неконтролируемых территориях зашёл в тупик, де-факто власти непризнанных республик несколько раз назначали свои собственные сроки проведения местных выборов, что каждый раз вызывало протест у Украины, Германии и Франции как участников «нормандского процесса». В конце концов, выборы были проведены в ДНР и ЛНР в ноябре 2018 года, после гибели в результате теракта лидера ДНР Александра Захарченко. Однако эти выборы проводились не в соответствии с общепризнанными правилами проведения волеизъявления или соответствующих законодательств Украины или даже России.
В 2015 году министр иностранных дел Германии Франк-Вальтер Штайнмайер предложил согласовать по времени вступление в силу закона об особом статусе отдельных районов Донецкой и Луганской областей с проведением местных выборов в этих районах в соответствии с украинским законодательством и под наблюдением ОБСЕ, представители которой должны будут засвидетельствовать и подтвердить их законность и честность. Это предложение, известное в дальнейшем как «формула Штайнмайера», было одобрено на саммите «нормандской четвёрки» в Париже 2 октября 2015 года и принято за основу дискуссий по этому вопросу в рамках «нормандской четвёрки» и Трёхсторонней контактной группы по Донбассу. Эта «формула», однако, до последнего времени не была зафиксирована документально и интерпретировалась участниками переговоров по-разному.

### Активизация процесса урегулирования
Владимир Зеленский, победивший на президентских выборах 2019 года, приоритетами своей команды назвал прекращение огня на востоке Украины и возвращение «украинских Крыма и Донбасса». 5 июля Зеленский в комментарии радиостанции «Deutsche Welle» заявил: «Вы знаете прекрасно, что ни моя команда, ни я — мы не подписывали этот „Минск“, но мы готовы идти по пунктам к выполнению всех минских договорённостей, для того чтобы наконец у нас был мир».

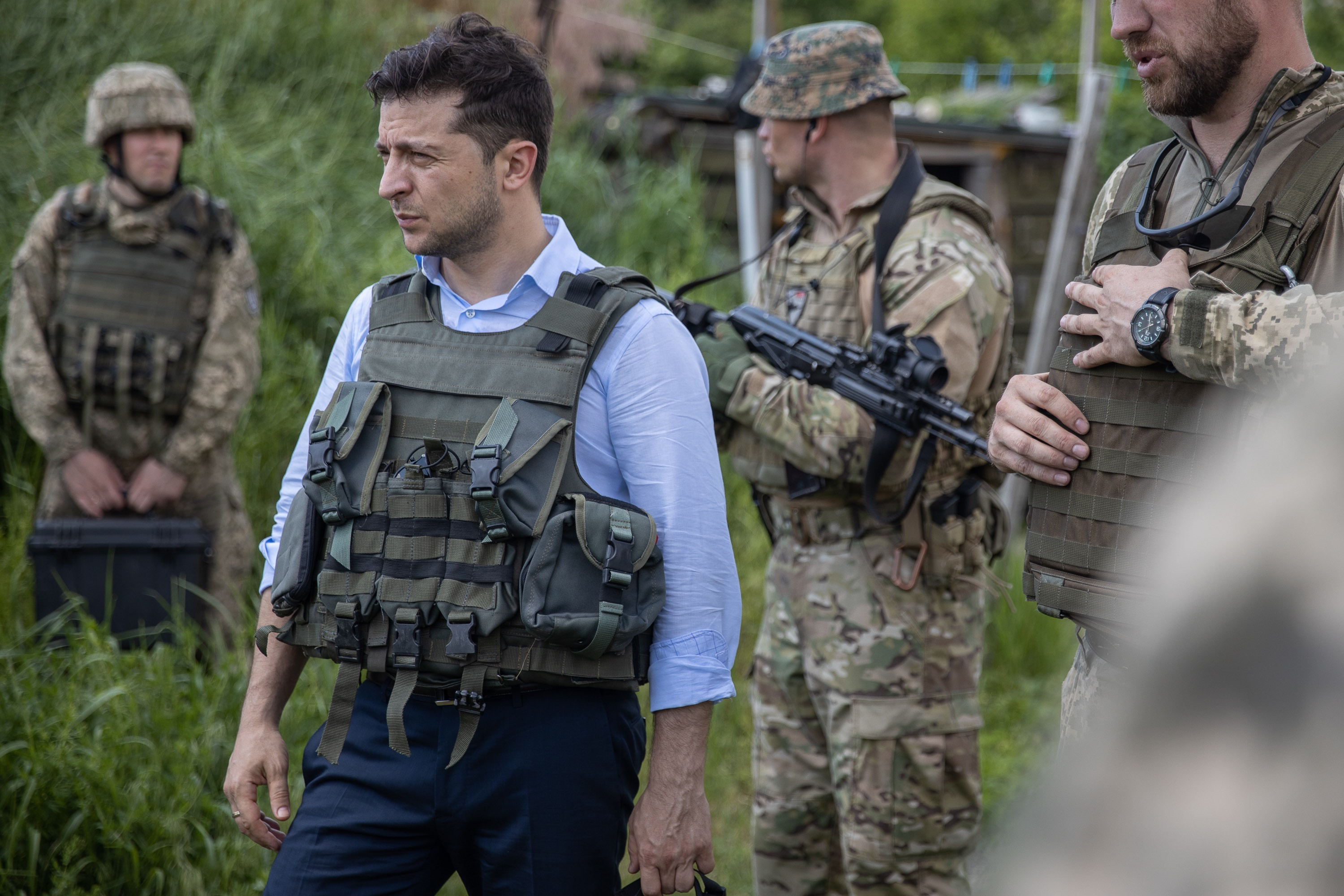
Владимир Зеленский во время посещения передовых позиций ВСУ, 27 мая 2019 года

К 1 июля было проведено разведение сил и средств конфликтующих сторон в районе Станицы Луганской, позднее было проведено разминирование прилегающей местности и начаты работы по восстановлению моста, взорванного ВСУ в 2015 году. Начиная с августа Зеленский настаивает на скорейшем проведении саммита «нормандской четвёрки». Российская сторона в качестве предварительного условия для проведения этой встречи потребовала выполнения договорённостей прошлого саммита 2016 года (имеется в виду разведение сил ещё на двух участках линии соприкосновения сторон — в Петровском и Золотом), а также согласования «формулы Штайнмайера».

### Согласование «формулы Штайнмайера»
11 сентября советники лидеров Германии, России, Украины и Франции согласовали общую редакцию «формулы Штайнмайера». Этот текст был направлен участникам Трёхсторонней контактной группы (ТКГ) для подписания в Минске.
Первая попытка подписания согласованного варианта на заседании Минской контактной группы 18 сентября, однако, закончилась провалом. Представитель Украины в ТКГ Леонид Кучма заявил, что не подпишет согласованную редакцию «формулы Штайнмайера», поскольку это вызовет протесты на Украине. Министр иностранных дел Украины Вадим Пристайко заявил о том, что срыв подписания формулы произошёл в связи с техническими проблемами. Позднее пресс-секретарь главы делегации Украины в Трехсторонней контактной группы перечислила условия, при которых готова начать выполнение «формулы Штайнмайера»: в частности, полное прекращение огня, вывод с территории Украины иностранных вооружённых формирований, разведение сил вдоль всей линии соприкосновения и установление контроля над неподконтрольным Украине участке российско-украинской границы.
1 октября Контактная группа по Донбассу утвердила в письменном виде единую редакцию «формулы Штайнмайера» и согласовала разведение сил конфликтующих сторон в Петровском и Золотом, которое должно было начаться 7 октября. При этом члены Контактной группы утвердили единую редакцию, не подписывая её: представитель действующего председателя ОБСЕ Мартин Сайдик, комментируя итоги заседания, сообщил, что члены ТКГ и представители ОРДЛО «подтвердили текст „формулы Штайнмайера“» письмами в его адрес. Письма, подписанные представителем ОБСЕ, российской стороной, представителями непризнанных республик и Леонидом Кучмой от Украины, датированы 1 октября и заканчивались текстом, что «сторона принимает текст этой формулы».
Критики этого решения назвали его шагом к сдаче национальных интересов Украины и признаком готовности властей отказаться от прежних условий прекращения конфликта, которые Киев выдвигал при президенте Петре Порошенко, а защитники пытались доказать, что это единственный шанс на прекращение войны в Донбассе.

## Согласованный текст
Настоящий закон вступает в силу в 20:00 по местному времени в день голосования на внеочередных местных выборах в отдельных районах Донецкой и Луганской областей, которые назначены и проведены в соответствии с Конституцией Украины и специальным законом Украины, регулирующим внеочередные местные выборы в вышеупомянутых районах. Он будет действовать на временной основе до дня публикации итогового доклада миссией БДИПЧ ОБСЕ по наблюдению за выборами, в соответствии с установленной практикой БДИПЧ ОБСЕ, о соответствии в целом внеочередных местных выборов стандартам ОБСЕ и международным стандартам для демократических выборов, а также украинскому законодательству, в котором даётся ответ на вопрос, согласованный в «Нормандском формате», утверждённый Трёхсторонней контактной группой и направленный Украиной в её пригласительном письме и Председательством к Директору БДИПЧ ОБСЕ.
Настоящий Закон продолжает действовать на постоянной основе, в случае если в итоговом докладе БДИПЧ ОБСЕ будет сделан вывод в соответствии с установленной практикой БДИПЧ ОБСЕ, что внеочередные местные выборы в отдельных районах Донецкой и Луганской областей были проведены в целом в соответствии со стандартами ОБСЕ и украинским законодательством, при ответе на вопрос, согласованный в «Нормандском формате», утверждённый Трехсторонней контактной группой и направленный Украиной в её пригласительном письме и Председательством ОБСЕ Директору БДИПЧ.

Как указывают наблюдатели, согласование единой редакции «формулы Штайнмайера» не устранило расхождений в подходах договаривающихся сторон к вопросам безопасности — в частности, речь идёт о том, когда именно (до или после местных выборов) должен быть осуществлён вывод «российских войск» с территории Украины и передача Украине контроля над российско-украинской границей в Донбассе. Указывается также на необходимость детальной проработки механизма проведения самих выборов (определение органа, на который будет возложена их организация, определение возможности участия в выборах беженцев и временно перемещённых лиц, участия всех украинских политических партий и пр.).

### Заявления украинского руководства
В команде президента Владимира Зеленского подписанный документ считают техническим шагом, необходимым для старта мирного процесса.
Владимир Зеленский 1 октября на брифинге для прессы подтвердил, что «формулу Штайнмайера» имплементируют в закон об особом статусе ОРДЛО. При этом он заявил, что местные выборы в Донбассе могут пройти только по украинскому законодательству и только после отвода войск и при условии восстановления Украиной контроля над государственной границей. Зеленский пообещал, что будет принят новый закон об особом статусе Донбасса, «который будет разрабатывать парламент в тесном сотрудничестве и публичном обсуждении с обществом». По словам Зеленского, в новом законе не будет перейдена ни одна «красная линия» — «именно поэтому нет и никогда не будет никакой капитуляции».

### Заявление руководства непризнанных республик Донбасса
Фактические руководители непризнанных республик Донбасса Денис Пушилин и Леонид Пасечник 2 октября сделали совместное заявление по поводу согласования Украиной «формулы Штайнмайера», в котором расценили этот факт как признание «особого права народа Донбасса на самостоятельное определение своей судьбы».

### Комментарий Штайнмайера
7 октября на пресс-конференции по итогам визита в Грузию президент Германии Франк-Вальтер Штайнмайер, отвечая на вопрос корреспондента Би-би-си, какой была роль России в создании «формулы Штайнмайера», ответил: «Никакой». Он также отметил, что сама постановка вопроса его удивляет, поскольку на переговорах, где разрабатывалась формула, «присутствовал тогдашний президент Украины Пётр Порошенко».
Штайнмайер пояснил, что формула представляет собой исключительно попытку разделить крупные шаги, которые стороны переговоров по урегулированию конфликта в Донбассе не хотели совершать, на ряд более мелких, подлежащих согласованию.

## Дискуссия в Верховной раде
Принятие 1 октября текста «формулы Штайнмайера» вызвало ожесточённые споры в Верховной раде Украины.
Лидер пропрезидентской парламентской фракции «Слуга народа» Давид Арахамия назвал согласование «формулы» техническим шагом, необходимым для организации новой встречи в «нормандском формате».
Глава фракции «Батькивщина» Юлия Тимошенко призвала депутатов Рады вместе с президентом разработать свой законодательный аналог «формулы Штайнмайера», который бы отвечал национальным интересам Украины: «„Формула Штайнмайера“ в дипломатическом мире понимается как: сначала выборы, а потом — жизнь покажет. А формула Украины: сначала демилитаризация, восстановление границы, возвращение закона и Конституции, контроля Украины над этой территорией, а потом — выборы».
Партия «Голос» Святослава Вакарчука потребовала проведения закрытого заседания Верховной рады, в ходе которого потребовать от Зеленского разъяснений, на какие именно уступки он готов пойти ради достижения мира.
2 октября Зеленский прибыл в Раду, но лишь ради закрытой встречи с руководством фракций, подробности которой он попросил сохранить в тайне. Глава фракции «Европейской солидарности» Ирина Геращенко по окончании встречи сказала: «Мои впечатления и ощущения свидетельствуют о том, что Зеленский искренне стремится к миру. Но так же искренне и несколько наивно верит в то, что ему удастся переиграть Путина. Мы же видим в этих кремлёвских формулах ловушки для Украины».
Единственной политической силой кроме «Слуги народа», безусловно поддержавшей подписание нового документа, стала «Оппозиционная платформа — За жизнь». Как заявил Нестор Шуфрич, «Это надежда на то, что дорога к миру разблокирована и Украина начала двигаться именно в том направлении».
6 октября председатель Верховной рады Дмитрий Разумков в эфире телеканала «Украина» заявил, что в процессе подготовки нового закона об особом статусе Донбасса не будет перейдена ни одна «красная линия»: «Этот закон будет писаться вместе с обществом, потому что этот вопрос очень важен для всей страны… Выборы могут проходить исключительно по украинскому законодательству, и это одна из тех „красных линий“, о которых мы говорили. Второе — выборы могут проходить только тогда, когда нет пулемётов, танков, другого оружия, поскольку всё это не позволяет провести выборы… Когда будет достигнут компонент безопасности,.. тогда мы сможем исключительно по украинскому законодательству провести выборы на пока что временно оккупированной территории. Когда у нас будет контроль над границей, когда ОБСЕ признает эти выборы, именно тогда начнёт работать так называемый новый закон об особом статусе Донбасса», — подчеркнул Разумков.

## Оценки
Канцлер Германии Ангела Меркель 2 октября назвала согласование «формулы Штайнмайера» прогрессом, но заявила, что говорить о возможном снятии санкций с России пока преждевременно: «Мы добились прогресса, но нужно много дальнейших шагов. Это не значит, что мы уже можем снять санкции, но есть предпосылки, и все стороны сегодня это подтвердили, что теперь может состояться встреча на уровне глав государств и правительств».
По мнению украинского дипломата Константина Елисеева, украинская власть перечеркнула договорённости, достигнутые на саммите 2016 года в Берлине, и приняла российскую логику выполнения Минских договорённостей без имплементации компоненты безопасности.
Украинская православная церковь (Московского патриархата) поддержала «Формулу Штайнмайера».
Скандал вокруг «формулы Штайнмайера» и разведения сил в Донбассе позволил вновь заявить о себе бывшему президенту Украины Петру Порошенко, назвавшему согласование «формулы» добровольным отказом Украины от «дорожной карты имплементации минских соглашений, которая была поддержана нашими западными партнёрами». На митинге в Киеве под лозунгом «Нет капитуляции» 7 октября он стал одним из главных действующих лиц, заявляя, что «„формула Штайнмайера“ — это чисто российский сценарий». Его слова в тот же день дезавуировал сам Штайнмайер.
Руководитель Центра политической конъюнктуры Алексей Чеснаков, близкий к помощнику российского президента Владиславу Суркову, в своём Telegram-канале заявил: «У Зеленского сильный мандат… В его силах сделать так, чтобы Украина поменялась, стала мирной страной, в которой нет реваншистских настроений, которая не несёт угрозы людям в Донбассе. И нужно быть реалистами. Украина, в конечном счёте, будет иметь символический, а не реальный суверенитет над Донбассом. Не нужно ей рассчитывать на что-то большее. Большего от минских соглашений Украина не получит».

## Протесты на Украине
Несмотря на заверения президента Зеленского о том, что местные выборы в Донбассе будут проведены лишь после окончания боевых действий и только под контролем уполномоченных на то официальных украинских органов с соблюдением всех требований украинского законодательства, сам факт того, что власти пришли к согласию с «сепаратистами», вызвал массовые протесты на Украине. Протестующие требуют отказаться от согласования «формулы Штайнмайера», называя её первым шагом к капитуляции.
19 сентября перед Офисом президента Украины в Киеве прошла акция протеста, участники которой потребовали не подписывать «капитуляцию Украины». Аналогичные акции прошли в Запорожье, Мариуполе, Львове и Харькове.
С начала октября 2019 года акции протеста оформились в единое движение «Нет капитуляции!» («Движение против капитуляции»). Протестные акции, проходящие во многих крупных городах, объединили против Зеленского и его команды людей, находящихся в активной оппозиции президенту Зеленскому и его команде, — уличных радикалов и членов добровольческих батальонов, ветеранов АТО, активистов, волонтёров и участников Евромайдана, как минимум две парламентские партии и значительную часть СМИ.
Против согласования «формулы Штайнмайера» и отвода войск от линии разграничения в Донбассе выступили местные органы власти — Львовский областной совет, Тернопольский областной совет, Ивано-Франковский областной совет, Хмельницкий областной совет, городские советы Сум, Кропивницкого, Ровно и Черкасс.
Тем временем разведение войск в районе населённых пунктов Петровское и Золотое, запланированное на 7 октября и несколько раз переносившееся, в конце концов оказалось сорвано. В «серую зону» в районе Золотого прибыла группа «ветеранов-добровольцев» из батальона «Азов» (по другим данным — членов «Национального корпуса») под командованием Андрея Билецкого, который заявил, что он и его подчинённые намерены «защищать каждый сантиметр украинской земли» и собираются занять позиции ВСУ в случае их отвода от линии соприкосновения. Билецкий заявил, что его люди останутся на линии столкновения у Золотого до тех пор, пока руководство Украины официально не откажется от идеи отвода войск и «формулы Штайнмайера», либо до возвращения ВСУ на позиции в случае, если отвод все-таки состоится. Президент Зеленский 16 октября заявил, что разведение войск состоится лишь после того, как режим тишины в районе населённых пунктов Золотое и Петровское продержится семь дней.
Донбасс посетила группа членов комитета по национальной безопасности Верховной рады. По итогам поездки депутаты объявили, что разведение войск не приведёт к потере украинскими военными позиционного преимущества, зато поможет местным жителям, дав им возможность вернуться к мирной жизни.
На понедельник, 14 октября, в Киеве был заявлен масштабный марш «Нет капитуляции!» с целью продемонстрировать власти несогласие значительной части общества с выбранной властями стратегией прекращения конфликта в Донбассе.
14 октября в Киеве прошло сразу несколько протестных акций с призывом к властям Украины отказаться от предусмотренного Минскими соглашениями плана урегулирования конфликта в Донбассе. По центру столицы один за другим прошли марши националистов из партии «Свобода», ветеранов боевых действий и сторонников партии «Европейская солидарность».
Министр иностранных дел Украины Вадим Пристайко 15 октября заявил, что единственной альтернативой «формуле Штайнмайера» может быть только укрепление армии, причем в ущерб остальному населению: «…Забираем треть бюджета из пенсий, зарплат, медицинского страхования, переводим это в мобилизацию и в нашу армию и стараемся защитить себя без мирного процесса».

### Комментарии
1. ↑  Россия последовательно отрицает наличие своих войск на востоке Украины. Украина, напротив, настаивает на наличии таких войск и законодательно признала Россию «страной-агрессором».